# Jesse Virtanen
Jesse Virtanen (Rauma, 7 agosto 1991) è un hockeista su ghiaccio finlandese.
Attualmente gioca nell'Ambrì-Piotta nella massima lega svizzera.

## Palmarès
- Campionato svedese: 1:

Färjestads: 2021-22
- Coppa Spengler: 1

Ambrì-Piotta: 2022